# Allamcykeln

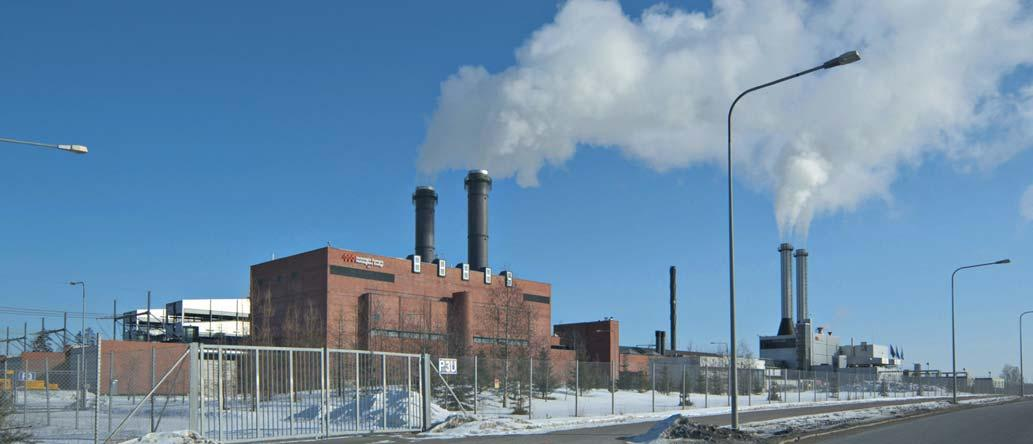
Ett finskt naturgaskraftverk i Vuosaari, Helsingfors.

Allamcykeln är en process för att omvandla fossila bränslen till mekanisk kraft, samtidigt som den genererade koldioxiden och vattnet fångas upp. Tekniken gör det möjligt att bygga utsläppsfria naturgaskraftverk. I dessa används naturgas som bränsle och istället för luft används rent syre, vilket eliminerar utsläpp av kväveoxider; medan en del av den emitterade koldioxiden cirkuleras i systemet. Överskott av koldioxid hanterar man genom koldioxidlagring eller annan industriell användning. Huvuduppfinnaren bakom processen är den engelske ingenjören Rodney John Allam.